# Ospriocerus latipennis
Ospriocerus latipennis là một loài ruồi trong họ Asilidae. Ospriocerus latipennis được Loew miêu tả năm 1866.